# 徳川則子
徳川 則子（とくがわ のりこ、嘉永3年4月5日（1850年5月16日） - 明治7年（1874年）11月14日）は、幕末期から明治初期の日本の皇族、華族。伏見宮邦家親王の第8王女。紀州藩第14代藩主・徳川茂承の正室。旧名は則子女王（のりこじょおう）。幼称は倫宮（みちのみや）。諡は貞淑夫人。

## 生涯
嘉永3年（1850年）4月5日、伏見宮邦家親王の第八王女として生まれる。母は妃鷹司景子。
安政5年（1858年）に紀州藩第13代藩主・徳川慶福との縁談が持ち上がるが、慶福の将軍就任により立ち消えとなった。次いで翌安政6年（1859年）に第14代藩主・徳川茂承との縁談がまとまり、12月6日に納采、12月21日に降嫁した。
文久の改革の一環として参勤交代の制度緩和が行われたため、紀州入りして文久3年（1863年）3月10日から翌元治元年（1864年）10月26日まで和歌山城本丸御殿に居住した。その後、禁門の変の結果を踏まえて参勤交代の制度を元に戻した幕府に従い、則子は再び江戸に出府した。
慶応4年（1868年）4月、新政府から江戸藩邸の退去命令が下った。則子は、徳川宗家の行く末を見届け、和宮親子内親王を慰めるためにも、天下の趨勢が定まるまでは江戸に留まるつもりであったが、新政府の強い意向を受けて6月に江戸を退去した。
明治2年（1869年）11月に和歌山城内で長男・長福丸を出産したが、夭折している。明治4年（1871年）7月の廃藩置県により東京府の赤坂邸へ移ったが、明治7年（1874年）11月14日に25歳で病死した。墓所は池上本門寺。
則子は和歌の道に通じており、また書や絵画にも優れていた。

## 家族
- 父母：伏見宮邦家親王 - 妃鷹司景子
- 夫：徳川茂承
  - 長男：長福丸（明治2年（1869年）11月 - 明治3年（1870年）6月）
  - 長女：久子（徳川頼倫夫人）
  - 次女：孝子（伊達宗陳夫人）